# Замок Кастельно
Замок Кастельно (фр. Château de Castelnaud) — средневековая крепость во французской коммуне Кастельно-ла-Шапель департамента Дордонь (прежняя провинция Перигор).
В 1980 году замок был классифицирован как национальный исторический памятник, а его шатле (малое укрепление) внесено в дополнительный список национальных памятников Франции.
В настоящее время замок открыт для посещения и входит в тройку самых посещаемых туристических объектов департамента Дордонь.

## История
Замок Кастельно расположен у слияния рек Дордонь и Сеу на высоком склоне напротив своего извечного соперника, крепости Бейнак, садов Маркессака и деревушки Ла-Рок-Гажак.
Первые укрепления были построены на этом месте в XII веке, но их разрушили войска Симона де Монфора во время Альбигойского крестового похода.
По условиям Парижского мира 1259 года Кастельно оказался под владычеством герцога Аквитанского английского короля Генриха III. После этого, в течение XIII века, возвели новый замок.
В 1368 году, Мань де Кастельно (фр. Magne de Castelnaud) вышла замуж за сеньора Номпара де Комон, после чего род Комонов стал также сеньорами Кастельно.
Замок, захваченный англичанами в ходе Столетней войны, был окончательно освобождён в 1442 году войсками короля Франции Карла VII. По окончании войны представители рода Комонов восстановили замок, который оставался в их собственности вплоть до Французской революции.
По мере развития артиллерии замок непрерывно модернизировался и развивался вплоть до начала XVII столетия. Однако, в годы французской революции замок был покинут хозяевами и в 1832 году на его территории стали добывать камень.
Реставрационно-восстановительные работы в замке Кастельно длились с 1967 по 2012 годы.
Имея в основе рациональное и действенное архитектурное решение, замок является редким примером личного средневекового укрепления феодала. Главный вход в замок защищает донжон в форме шпоры, возвышающийся над крепостными стенами; его куртина, снабжённая большим количеством бойниц, является частью эффективной оборонительной системы, имеющей два защитных рубежа.

## Музей средневековых войн
В 1985 году здесь открылся музей средневековых войн, экспозиция которого расположена в жилых помещениях сеньора. В коллекции музея собраны 250 предметов XIII—XVII веков, применявшихся в европейских войнах (шпаги, алебарды, металлические доспехи, арбалеты, артиллерийские орудия), реконструкции осадных орудий, а также предметы обстановки. Экспонаты коллекции представлены в различных помещениях замка — зал артиллерии, этажные коридоры, фехтовальный зал, зал моделей, видеозал, открытая галерея, оружейный склад, казематы, мастерская доспехов, кухня, верхняя меблированная комната донжона, галерея-гурдиция — в общей сложности 15 помещений.
В настоящее время замок ежегодно посещают свыше 220 000 туристов, в том числе примерно 20 000 школьников.
- Замок Кастельно
- Коммуна Кастельно-ла-Шапель
- Реконструкция метательных машин (требушет)
- Орган в музее замка

## Известные владельцы замка
- Бернар де Казнак (фр. Bernard de Casnac) — владелец замка в 1214 году, супруг Аликс де Тюренн
- Симон де Монфор — захватил замок в 1214 году
- Мань де Кастельно, вышедшая замуж за Номпара де Комона — владельцы в 1368 году
- Понс де Бейнак — захватил замок в 1442 году
- Жоффруа де Виван (1543—1592 годы), капитан замка в 1563 году
- Жак-Номпар де Комон, спутник Генриха IV, маршал Франции с 1622 года

## Отражение в литературе
Замок (в романе город Кастельгард) и окрестности нашёл отражение в романе  Майкла Крайтона Стрела времени (роман) (1998) издания на рус.яз 2001, 2006, 2012.